# Binnenstad (Groningen)

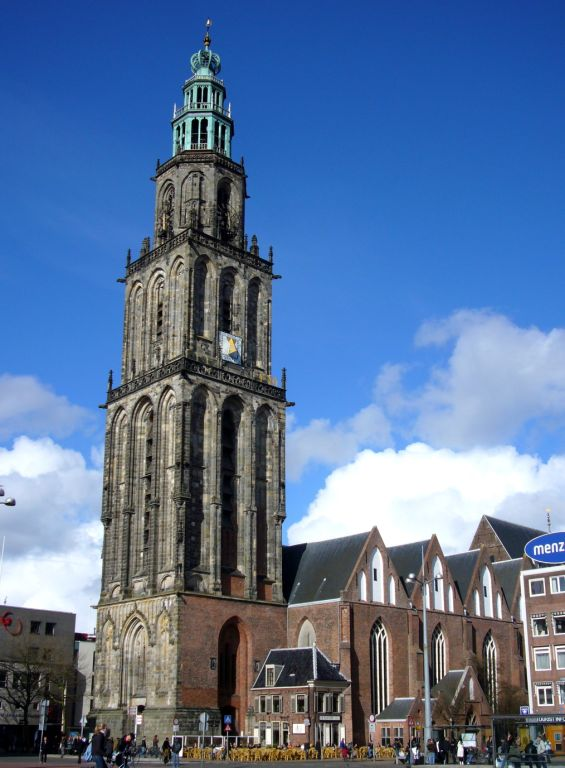
Martiniturm in der Binnenstad

Binnenstad ist ein Stadtgebiet in Groningen im Stadtteil „Centrum“. Die Binnenstad bildet das Stadtzentrum und wird vom Diepenring – einem Kanal – eingefasst. In Binnenstad selbst, dem ältesten Teil von Groningen, wird noch zwischen Binnenstad-Noord, Binnenstad-Zuid, Binnenstad-Oost und Binnenstad-West unterschieden. Seit 1991 steht das Stadtgebiet unter Denkmalschutz. Das Gebiet hat eine Ausdehnung von 1,38 km² und eine Einwohnerzahl von 17.860 (Stand: 1. Januar 2024).

## Übersicht
Mittelpunkt der Binnenstad ist der Grote Markt mit dem Rathaus und der Martinikerk. Dort hatten auch alle historischen Straßen ihren Ausgangspunkt und führten auch zu den anderen benachbarten Märkten wie dem Fischmarkt und dem Martinikerkhof. Heute befindet sich in der Binnenstad die bedeutendsten Groninger Einkaufsmeilen, ebenso wie viele Restaurants und Bars. Auf den Marktplätzen selbst finden auch heute noch die Märkte statt. 2005 wurde die Groninger Innenstadt zur attraktivsten der Niederlande gekürt.